# Bujalance
Bujalance er en by og kommune i det sydlige Spanien i provinsen Córdoba. Den har et indbyggertal på 7.134 (2024) indbyggere.